# Dean DeBlois
Dean Allan DeBlois, född 7 juni 1970 i Aylmer i Québec, är en kanadensisk filmregissör och manusförfattare, samt film- och TV-producent.
DeBlois är mest känd för att, tillsammans med kollegan Chris Sanders, ha skrivit och regisserat Disneyfilmen Lilo & Stitch, samt för att ligga bakom Draktränaren-filmtrilogin (också med Sanders), och för att ha regisserat dokumentärfilmen Heima, som handlar om det isländska postrockbandet Sigur Rós. Han har även regisserat live-action-rebooten på de tre draktränarfilmerna som hade premiär i juni 2025.

## Filmografi (i urval)

### Filmer
- 1988 – Oliver & gänget
- 1990 – Nötknäpparen och muskungen
- 1994 – Tummelisa
- 1994 – Lejonkungen
- 1994 – Trollet i parken
- 1998 – Mulan
- 2001 – Atlantis – En försvunnen värld
- 2002 – Lilo & Stitch
- 2007 – Heima
- 2010 – Draktränaren
- 2014 – Draktränaren 2
- 2018 – The Other Side of the Wind
- 2019 – Draktränaren 3
- 2025 – Draktränaren

### TV-serier
- 1989 – Tvättbjörnarna (TV-serie)
- 1996 – Quack Pack (TV-serie)
- 1998–1999 – Histeria! (TV-serie)
- 2003–2006 – Lilo & Stitch (TV-serie)